# شتيفان نانو
شتيفان نانو (بالرومانية: Ștefan Nanu)‏ هو لاعب كرة قدم روماني في مركز الدفاع، ولد في 8 سبتمبر 1968 في Filiași ‏ في رومانيا. شارك مع منتخب رومانيا لكرة القدم. أما مع النوادي، فقد لعب مع رابيد بوخارست وستيوا بوخارست وفيتيسه آرنهم ونادي أوتسيلول غالاتسي ونادي فارول كونستانتسا ونادي فاسلوي.

## وصلات خارجية
- شتيفان نانو على موقع قاعدة بيانات كرة القدم.إي يو (الإنجليزية)
- شتيفان نانو على موقع ناشيونال فوتبول تيمز (الإنجليزية)